# Microsteris gracilis
Microsteris gracilis là một loài thực vật có hoa trong họ Polemoniaceae. Loài này được (Douglas ex Hook.) Greene mô tả khoa học đầu tiên năm 1898.

## Hình ảnh

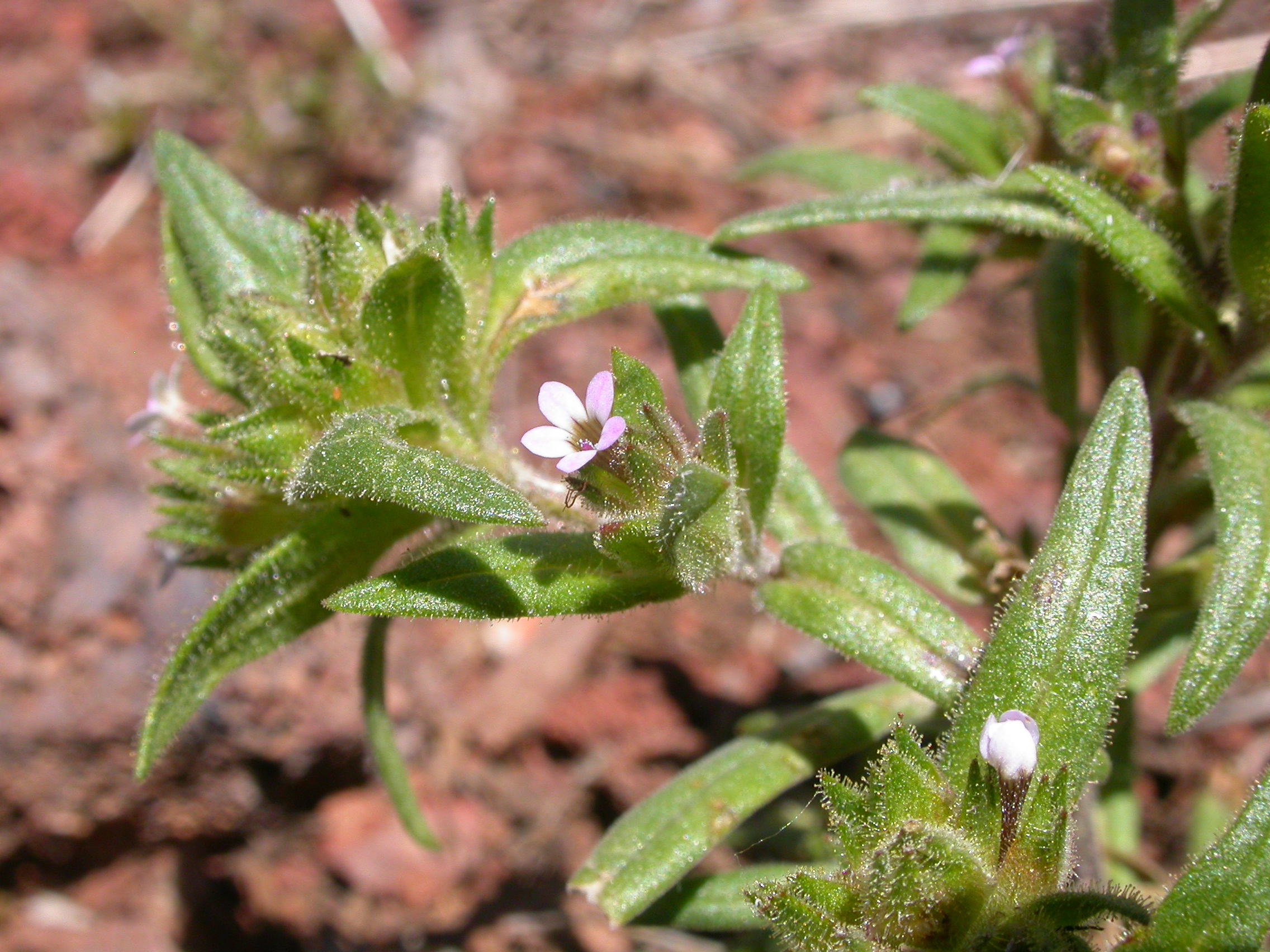
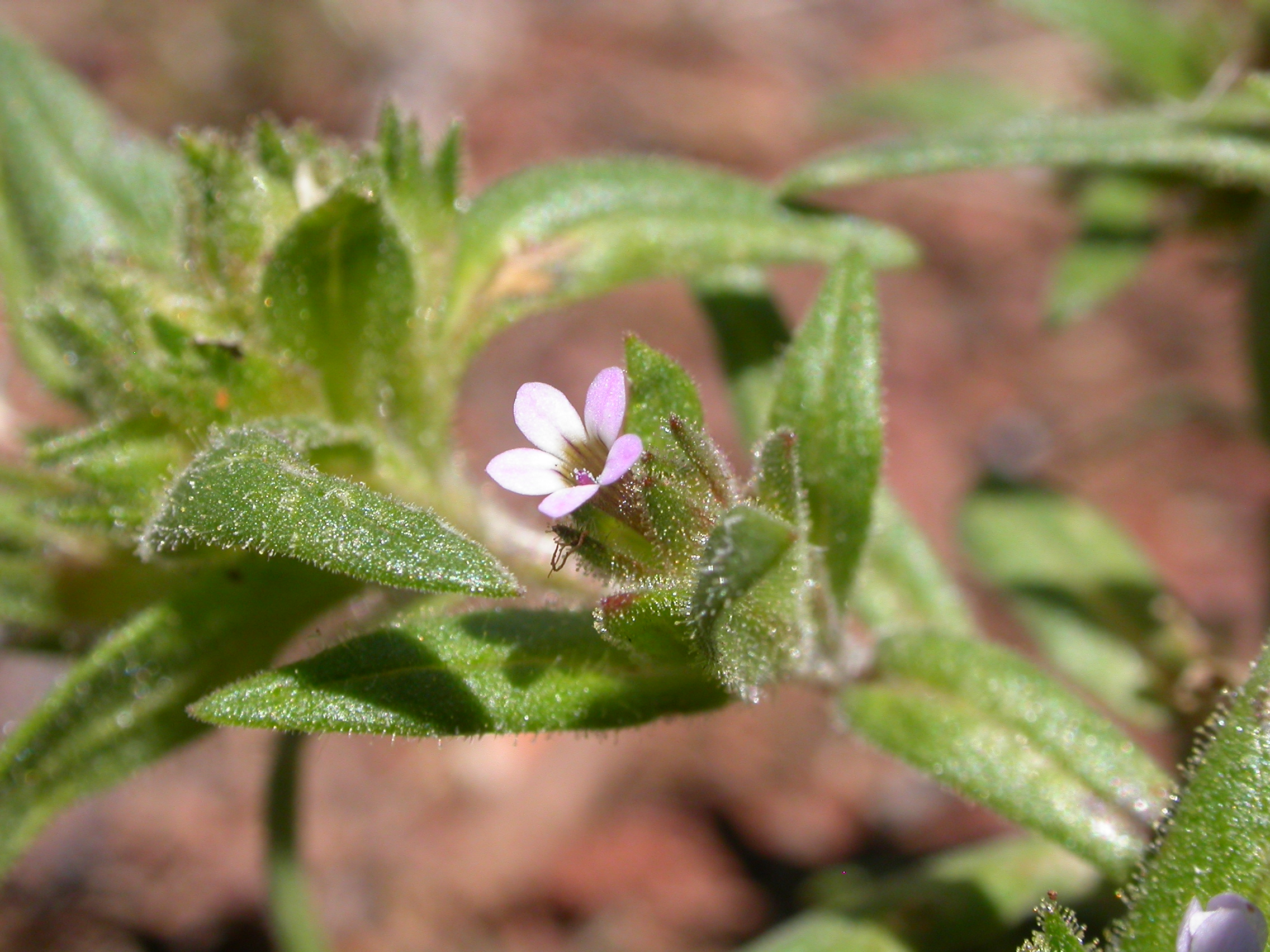
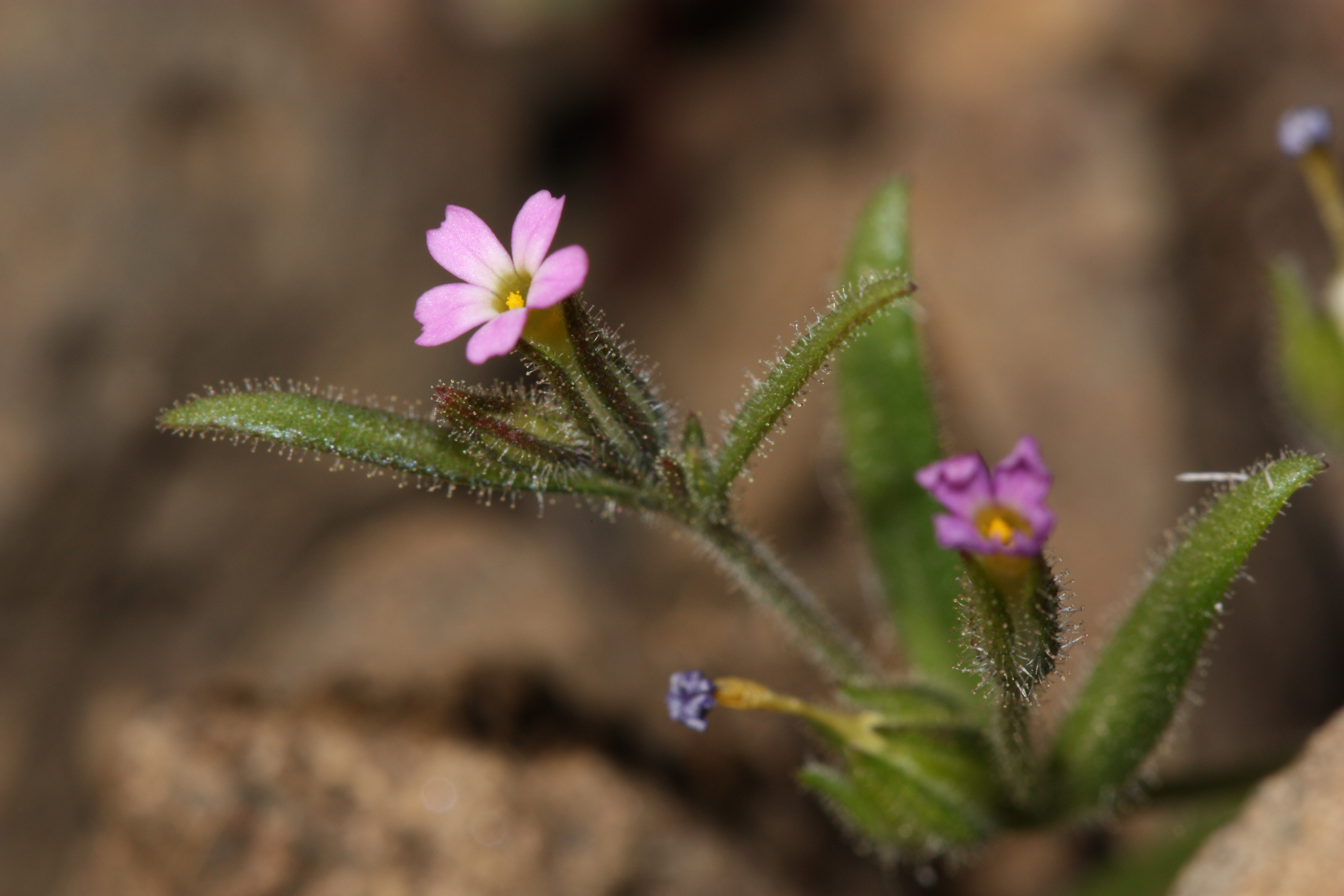
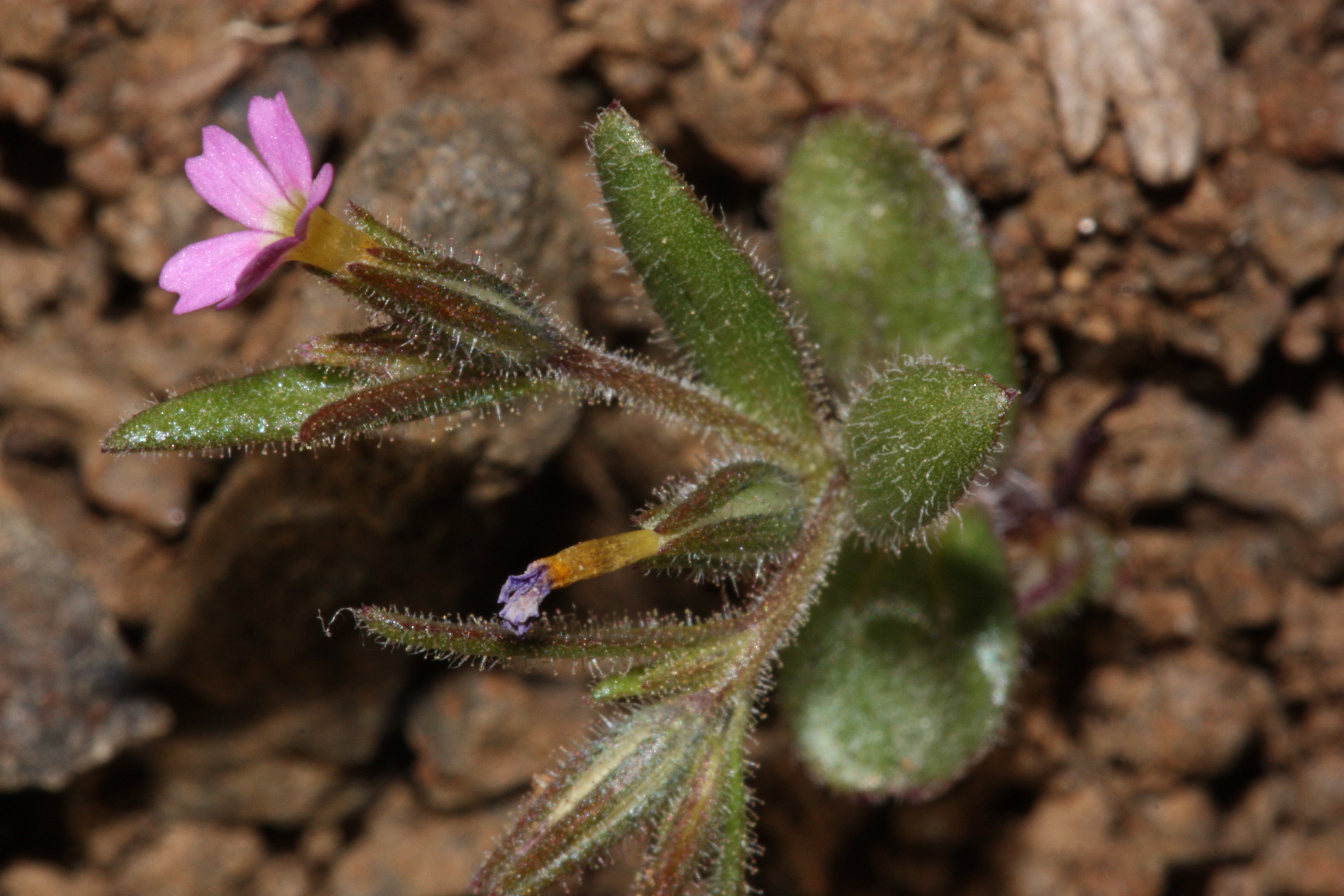